# Turandot (Jawlensky)

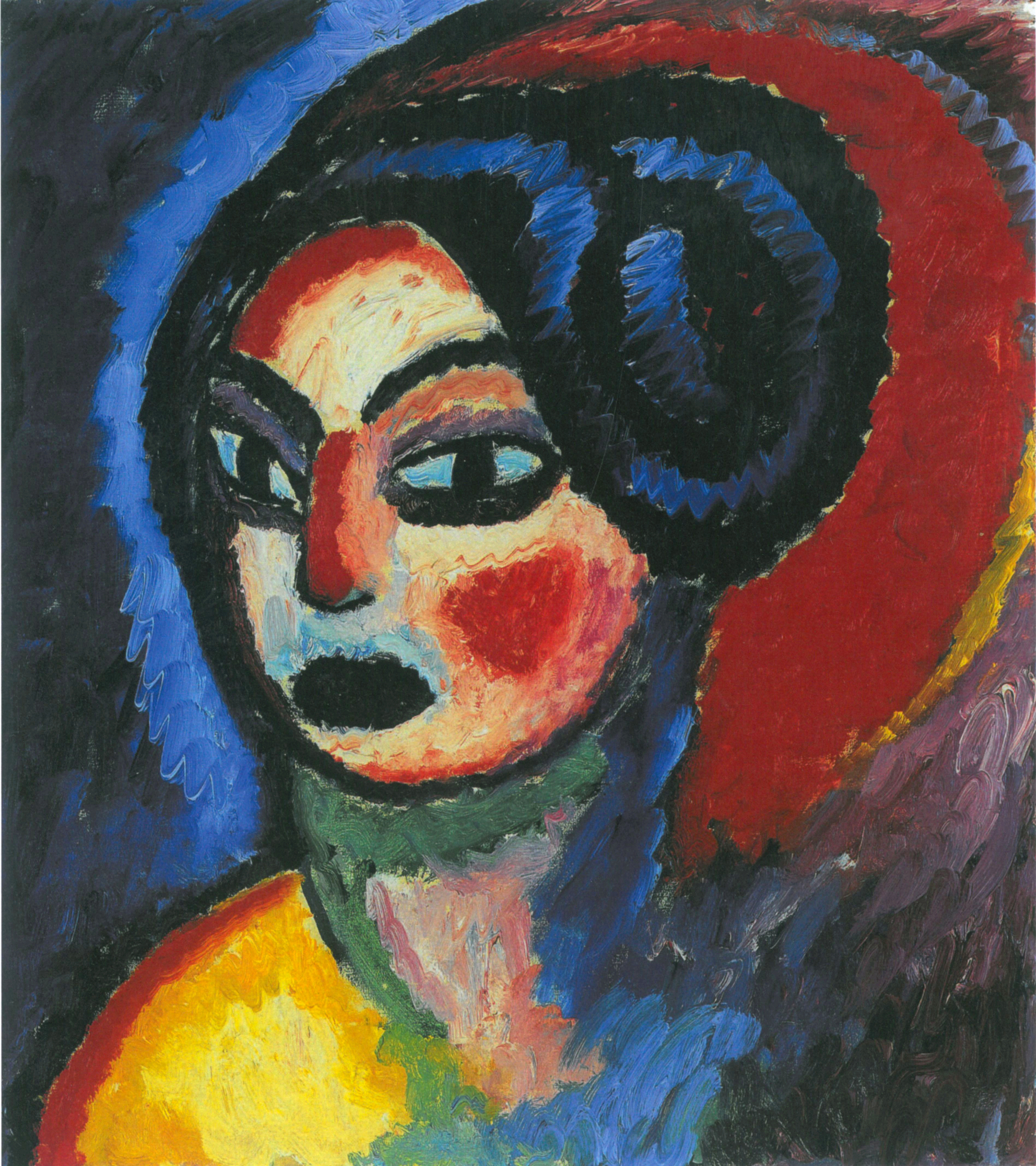
La princesse Turandot, Centre Paul Klee à Berne. Prêt d'une collection privée

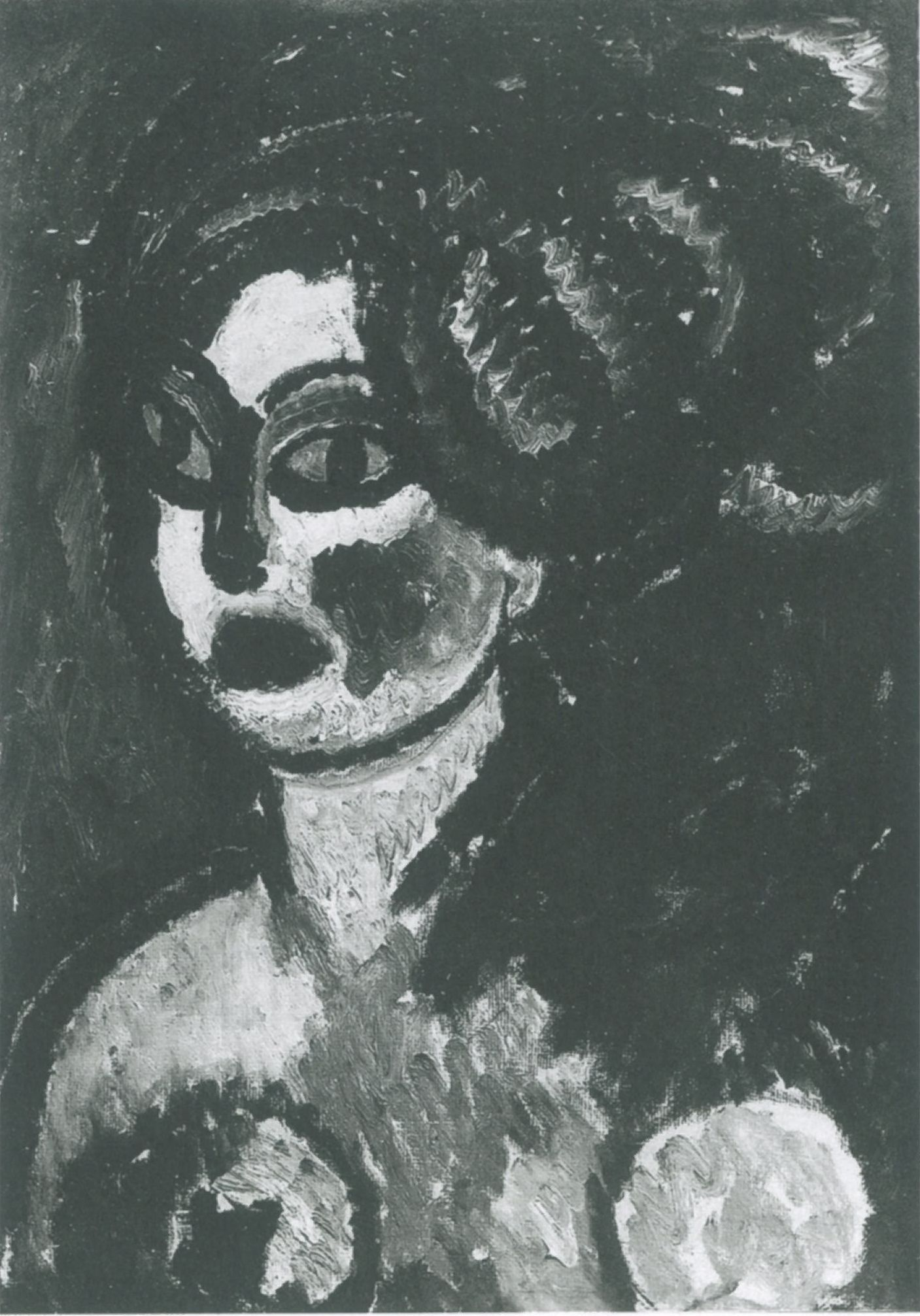
Turandot, localisation inconnue

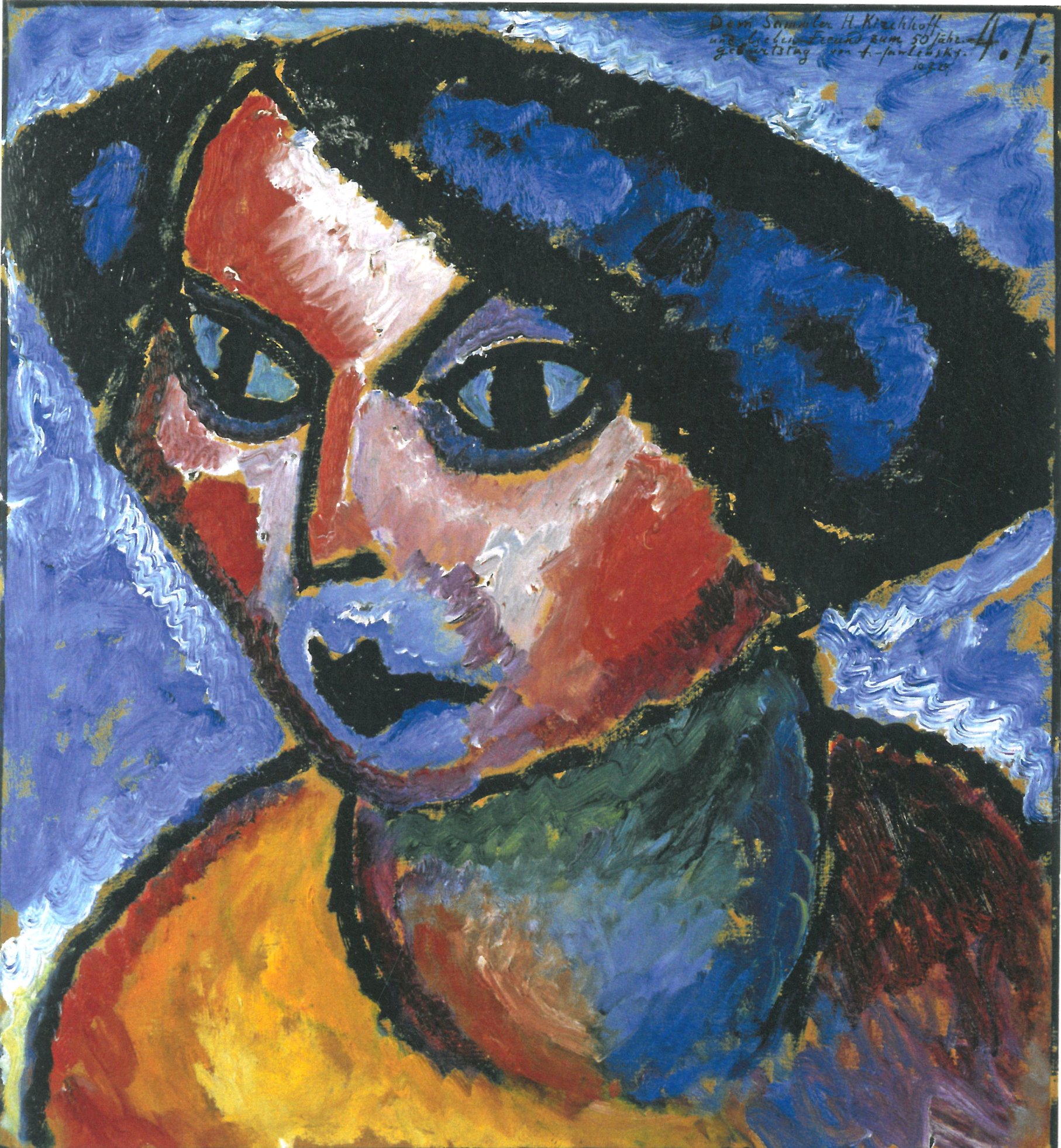
Turandot II, Musée Sprengel Hanovre

La princesse Turandot, Turandot et Turandot II  sont les titres sont de trois tableaux expressionnistes du peintre franco-russe Alexej von Jawlensky, réalisées en 1912. La localisation du second tableau est inconnue. Seule une photo en noir et blanc de Jawlensky lui-même (aujourd'hui conservée aux  Archives von Jawlensky à Locarno) est disponible.

## Description et interprétation
Le tableau du musée de Hanovre est une peinture à l'huile sur carton (53,9 × 49,5 cm). Il porte le numéro CR 468 dans le Catalogue raisonné de l'œuvre du peintre. Le tableau de Berne est une peinture à l'huile sur toile (60 × 54 cm) portant le numéro CR 466. On suppose que le troisième tableau est aussi une peinture sur toile aux dimensions inconnues (numéro CR 467).
C'est l'histoire de la princesse chinoise Turandot, dans un conte de Carlo Gozzi, qui sert de trame aux tableaux : la cruelle princesse Turandot dont la beauté est légendaire décide d'épouser le seul célibataire qui sera capable de résoudre trois énigmes. Elle fera décapiter les autres prétendants.
Jawlensky a peint ces trois tableaux à Oberstdorf durant l'été 1912. Ils présentent la princesse dans trois attitudes différentes. Dans le tableau du Musée Sprengel la princesse semble cruelle et renfermée; les contours du visage sont anguleux, les lèvres sont noires, cernées d'un bleu froid et de tons blancs; les joues sont rouges. Turandot est furieuse, le prétendant a apparemment échoué.
Le cou et de l'épaule sont clairement mis en évidence dans le dessin, le regard est fixe, le sourcil noir. Autour du visage, comme autour de la bouche, dominent des tons froids bleus et blancs.
À l'opposé, le tableau de Berne présente un visage arrondi, à la forme sensuelle. Certes, ici aussi, les couleurs du visage sont froides, la bouche noire aux lèvres plus arrondies est également fermée mais derrière le tête, le peintre a peint une zone rouge assez chaude qui malgré une attitude de refus apparent, reflète une disposition à l'amour. Cette Turandot n'est pas si dure et parait exprimer des sentiments. Ses épaules sont moins penchées. Dans les deux tableaux, l'épaule droite est jaune et orange mais dans "La princesse Turandot" l'épaule gauche se confond avec l'arrière plan du tableau. Turandot montre au spectateur "l'épaule froide" (En allemand "montrer l'épaule froide à quelqu'un signifie l'ignorer, le rejeter)..
À l'origine, les femmes qui ont servi de modèle était  Marianne de Werefkins l'aide à domicile et la future épouse de Jawlensky Helene Nesnakomoff, ainsi qu'une jeune collègue peintre Catherine Konstantinowka, dont Jawlensky avait fait la connaissance  à Munich. De cette dernière on ne sait rien d'autre. En outre, il y avait d'autres modèles, qui ne sont plus identifiables. En répétant et en variant ses représentations de visage, Jawlensky a approfondi sa recherche de sorte que le modèle est à peine reconnaissable : seul le type de visage féminin, laisse apparaitre la force élémentaire féminine, mystérieuse, fascinante et en même temps effrayante, cruelle et supérieure.
Les portraits de Jawlensky lui ont autorisé une certaine reconnaissance dans le monde artistique. Ses formats carrés, où la plupart des visages sont arrondis sont, selon Clémens Weiler, spécialiste de Jawlenski et ancien directeur du Musée de Wiesbaden après 1950, l'expression du connu et du fini qui entourent l'inconnu et l'infini. La tension formelle qui en résulte est à l'origine de la notoriété de Jawlenski.
Jawlensky a peint beaucoup de portraits, de plus en plus abstrait ans ses dernières années. À sa Phase créative pour 1911/12, il écrit:

## Parcours et expositions
La Princesse Turandot porte  le numéro CR 466 dans le catalogue raisonné. Le tableau a été exposé en 1920 à Hanovre, en 1921 à Wiesbaden, en 1922, à Dresde, en 1923 et en 2013 à Chemnitz au Musée Gunzenhauser.
Turandot porte le numéro CR 467. Il a appartenu au collectionneur d'art François Werner Kluxen, puis a été confisqué par les Nazis comme une œuvre "dégénéré". Il a depuis disparu.
Turandot II porte le numéro de série CR 468 et faisait partie jusqu'en 1934 de la Collection d'art d' Henri de Kirchhoff, qui a été ensuite dissoute et vendue. Dans le coin en haut à droite, à gauche de la signature , A. J., se trouve la dédicace suivante: "Au collectionneur et ami H. Kirchhoff à l'occasion du 50e anniversaire de A. Jawlensky. 10. 7. 24“ L'œuvre appartenait jusqu'en 1969 à Margit et Bernard Sprengel qui ont offert leur collection à la ville de Hanovre.
Expositions
- Galerie Der Sturm de Herwarth Walden , à Berlin, no 467 Turandot (le tableau disparu), no 466 Princesse Turandot et no 468 Turandot II[4]
- Alexej von Jawlensky , exposition du 2 septembre  au 25  novembre 2012 Musées de Iéna (Turandot II)[5]

## Source de la traduction
- (de) Cet article est partiellement ou en totalité issu de l’article de Wikipédia en allemand intitulé « Turandot (Jawlensky) » (voir la liste des auteurs).